# باتاووس
باتاووس (انگلیسی: Batavus) شرکت موتورسیکلت‌سازی هلندی است، که در سال ۱۹۰۴ تأسیس شد.